# 달걀 알레르기
달걀 알레르기(egg allergy)는 닭알, 또 거위, 오리, 칠면조알에서 볼 수 있는 단백질에 반응하는 알레르기를 말한다. 증상은 급성일 수도 있고 점진적으로 발생할 수 있다. 후자의 경우 증상이 보이기까지 수시간에서 수일 소요될 수 있다. 전자의 경우 에피네프린을 통한 치료가 필요한, 잠재적으로 생명에 위협이 되는 질병인 과민증이 포함될 수 있다. 다른 증상으로는 아토피 피부염, 호산성 식도염이 포함될 수 있다.
미국에서 음식에 대한 알레르기 반응의 90%가 소의 젖, 알, 밀, 갑각류, 땅콩, 견과, 물고기, 대두에 의해 발생된다.
음식 속 알레르기 유발 항원의 양을 선정하는 일은 브라질에서만 예외적에서 시행되고 있다.
케이크나 쿠키 등 달걀을 포함할 수 있는 음식, 그리고 달걀 그 자체를 먹는 것을 회피함으로써 예방할 수 있다. 4~6개월 된 유아의 식단에 달걀을 초기에 도입할 경우 달걀 알레르기의 위험을 줄이는지에 대해서는 명확치 않다.
달걀 알레르기는 주로 어린이에게서 관찰되지만 성인이 되어서도 지속될 수 있다. 미국에서는 우유를 먹은 어린이에게서 음식 알레르기를 두 번째로 가장 흔히 볼 수 있다. 대부분의 어린이는 5세가 되면 달걀 알레르기를 멈추지만 일부 사람들은 일생에 걸쳐 알레르기가 남아있다. 북아메리카와 서유럽에서 달걀 알레르기는 5세 미만의 어린이 중 0.5%에서 2.5%에 발생한다. 대부분은 학창 시절에 알레르기가 멈추지만 약 1/3의 경우 알레르기는 성인이 되어서도 지속된다. 성인이 되어서도 지속되는 강력한 예측 변수로는 과민증, 높은 달걀 특화 세럼 면역글로불린 E(IgE), SPT(skin prick test)에 대한 강한 반응, 달걀을 포함한 구워낸 음식에 대한 내성 부재가 있다.

## 병인

### 달걀의 섭취
병인은 일반적으로 달걀 그 자체, 또는 달걀을 포함하는 음식을 섭취하는 데에서 비롯된다. 간단히 말해, 면역계는 달걀에서 관찰되는 단백질에 과민 반응을 한다. 이러한 알레르기 반응은 적은 양의 달걀, 심지어는 케이크 등 조리된 음식에 들어간 달걀에 의해서도 발생할 수 있다. 닭의 알에 대한 알레르기가 있는 사람들은 거위, 오리, 칠면조 알에도 반응할 수 있다.

### 백신
인플루엔자 백신은 생바이러스를 수태한 닭알에 주사함으로써 만들어진다. 이 바이러스는 추출, 살멸, 정화 과정을 거치지만 달걀 흰자 단백질의 잔재물이 남는다. 인플루엔자 백신에 심각한 알레르기 반응(백신의 달걀 단백질 또는 젤라틴 또는 네오마이신 성분일 수 있음)을 보이는 사람들은 독감 백신을 맞지 않는 것이 좋다.